# Rosa Deulofeu i González
Rosa Deulofeu i González (Barcelone : 29 avril 1959 - 5 janvier 2004), était une militante catholique espagnole, particulièrement engagée auprès de la jeunesse. Elle est reconnue servante de Dieu par l'Église catholique depuis l'introduction de son processus de béatification.

## Biographie

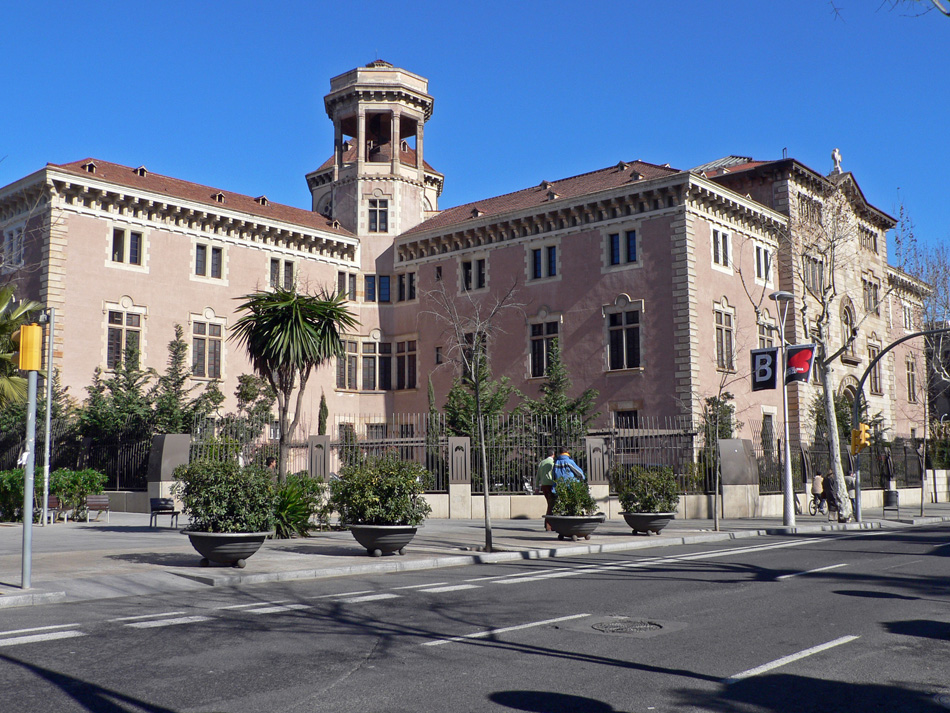
La faculté de philosophie et de théologie de Catalogne à Barcelone.

Rosa Deulofeu naît le 29 avril 1959 à Barcelone. Elle est issue d'une famille de commerçants de textile, qui sont profondément croyants. Elle s'investit dès son plus jeune âge dans la vie paroissiale de son quartier et s'engage progressivement dans la foi. Diplômée en administration et relations publiques, elle poursuit ses études à la faculté de théologie de Catalogne (ca) à Barcelone.
Elle participe activement à différents groupes et mouvements chrétiens, notamment la fondation Pere-Tarrés (es). En 1991, le cardinal Ricardo María Carles Gordó la nomme déléguée pour la jeunesse de l'archidiocèse de Barcelone. 
Particulièrement opérante et dévouée dans ce domaine, Rosa Deulofeu fonde une école pour la formation de laïcs qui veulent s'engager pour la jeunesse, et donne naissance à l'Action catholique du mouvement de jeunes chrétiens. Elle organise des rassemblements, nommés "Rencontres de l'Esprit", qu'elle anime avec des mouvements comme la communauté de Taizé. Reconnue pour son engagement, elle sera reçue par le pape Jean-Paul II lors de sa visite à Madrid du 3 au 5 mai 2003. Elle sera invitée au synode diocésain et participera à des programmes de radio.
Après s'être fait diagnostiquée un cancer du poumon, elle se prépara sereinement à la mort, qui survint le 5 janvier 2004.

## Béatification et canonisation
- 19 avril 2012 : fondation de l'association les Amis de Rosa Deulofeu pour la poursuite de son œuvre et de sa spiritualité ;
- 13 juillet 2015 : introduction de la cause en béatification et canonisation dans le diocèse de Barcelone (enquête diocésaine).